# Billy Roberts
William Moses Roberts Jr. (Greenville, South Carolina, 1936) é um músico norte-americano. Creditou-se como  músico compondo na década de 1960 rock padrão "Hey Joe" (dos quais o mais conhecido é a versão atingidos pelo Jimi Hendrix Experience). (Para mais informações sobre a autoria e de génese de "Hey Joe", consulte o artigo do mesmo nome.)
Roberts foi uma tarefa relativamente obscura Califórnia baseou-se como cantor de folk, guitarrista e gaitista,referindo-se sobre a Costa Oeste coffee-house circuito no fim dos anos 50 e início dos 60. Ele registrou  "Hey Joe" para os direitos de autor sobre os Estados Unidos em 1962, que mais tarde fora registada no país do rock. O álbum Pensamentos da Califórnia com a banda Grits em San Francisco em 1975, produzido por Hillel Resner.
Depois de um grave acidente automobilístico na década de 1990 Roberts foi hospitalizado em Sonoma, Califórnia, durante muitos anos.

## Discografia
- 1975, Thoughts of California, álbum
- 2009, I'm a bich, you now, álbum